# Lecówka
Lecówka (ukr. Лецівка) – wieś na Ukrainie w rejonie rożniatowskim obwodu iwanofrankiwskiego.